# 力寶中心

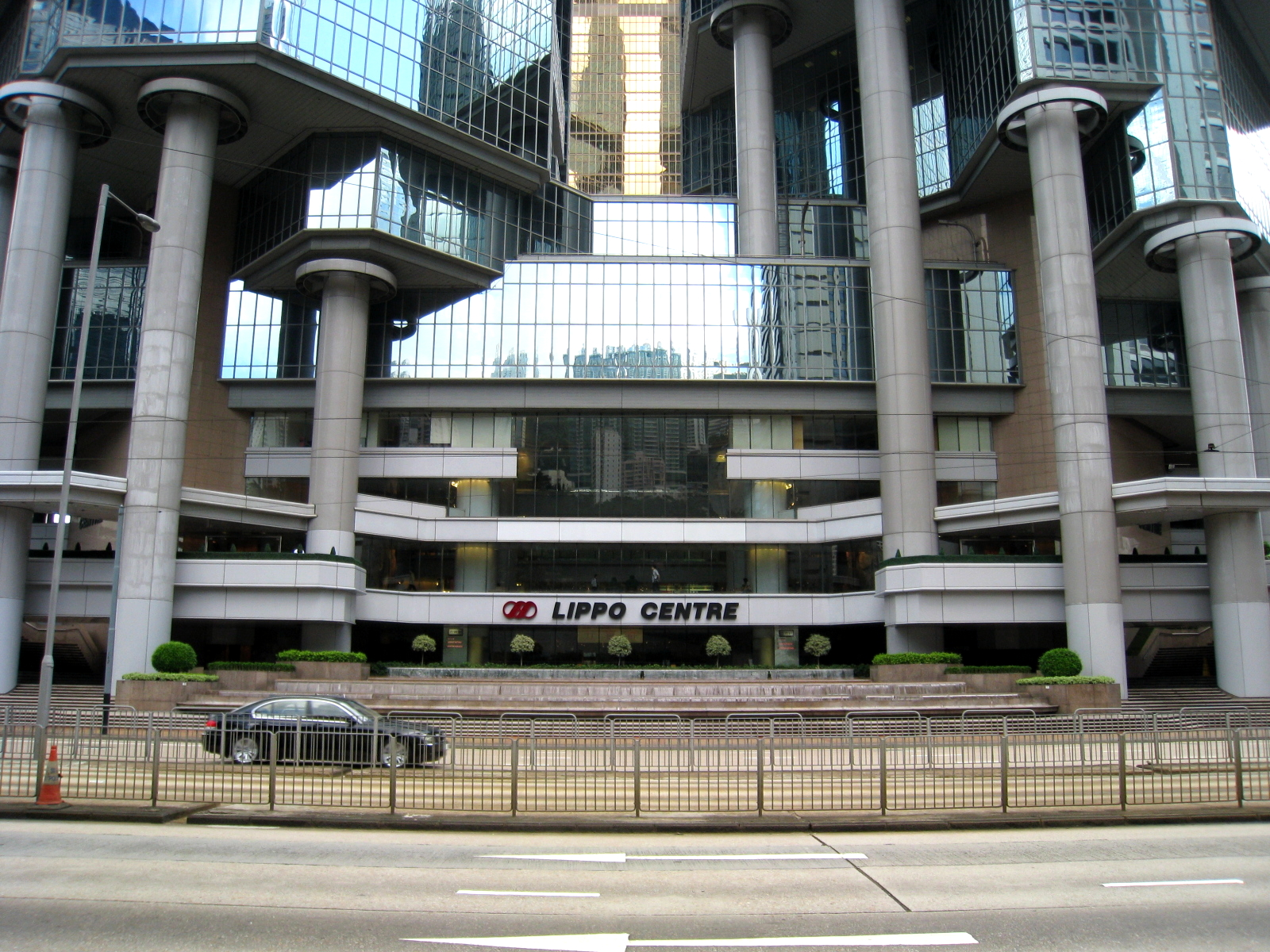
力寶中心低層（正面）

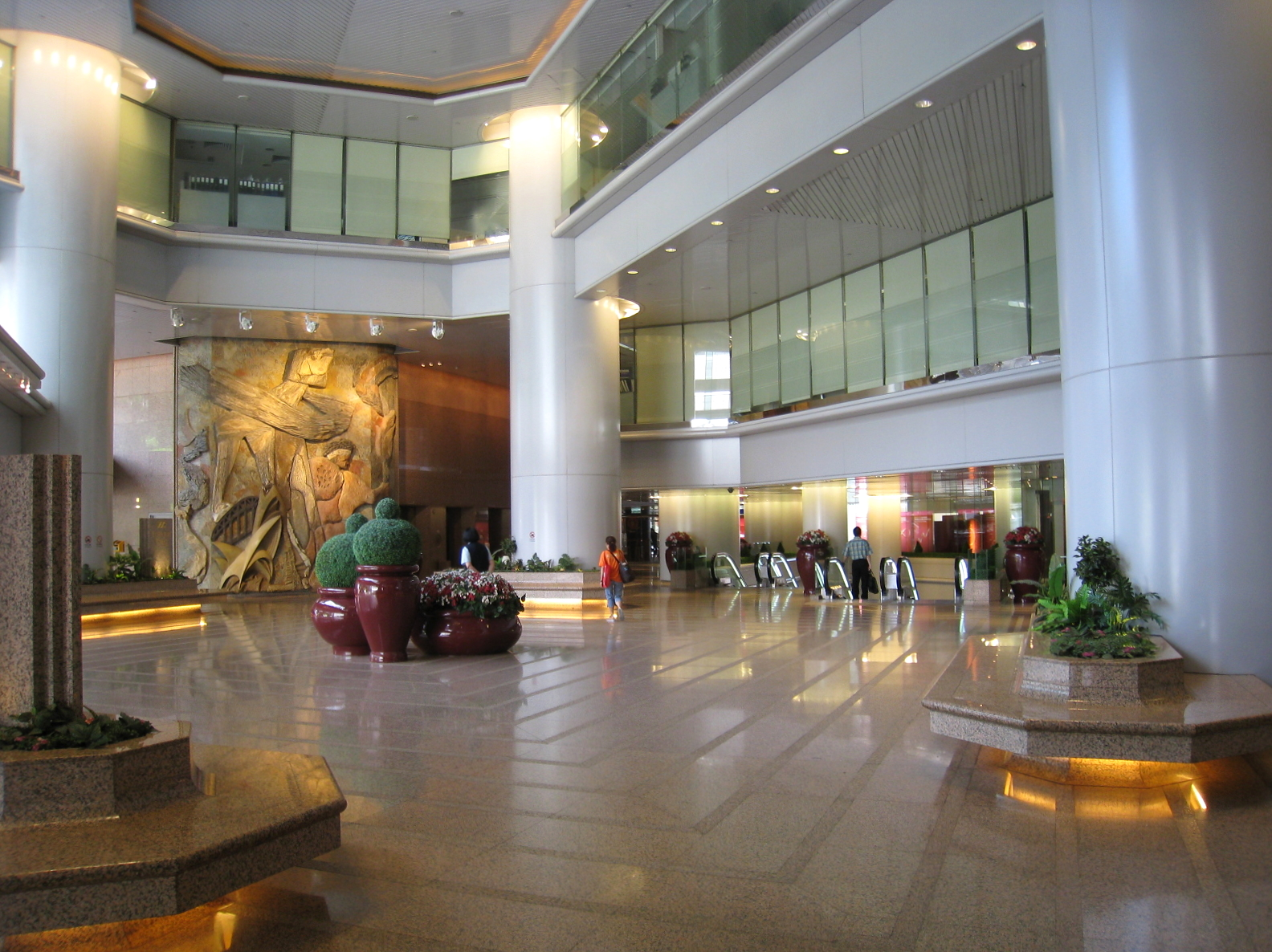
力寶中心大堂

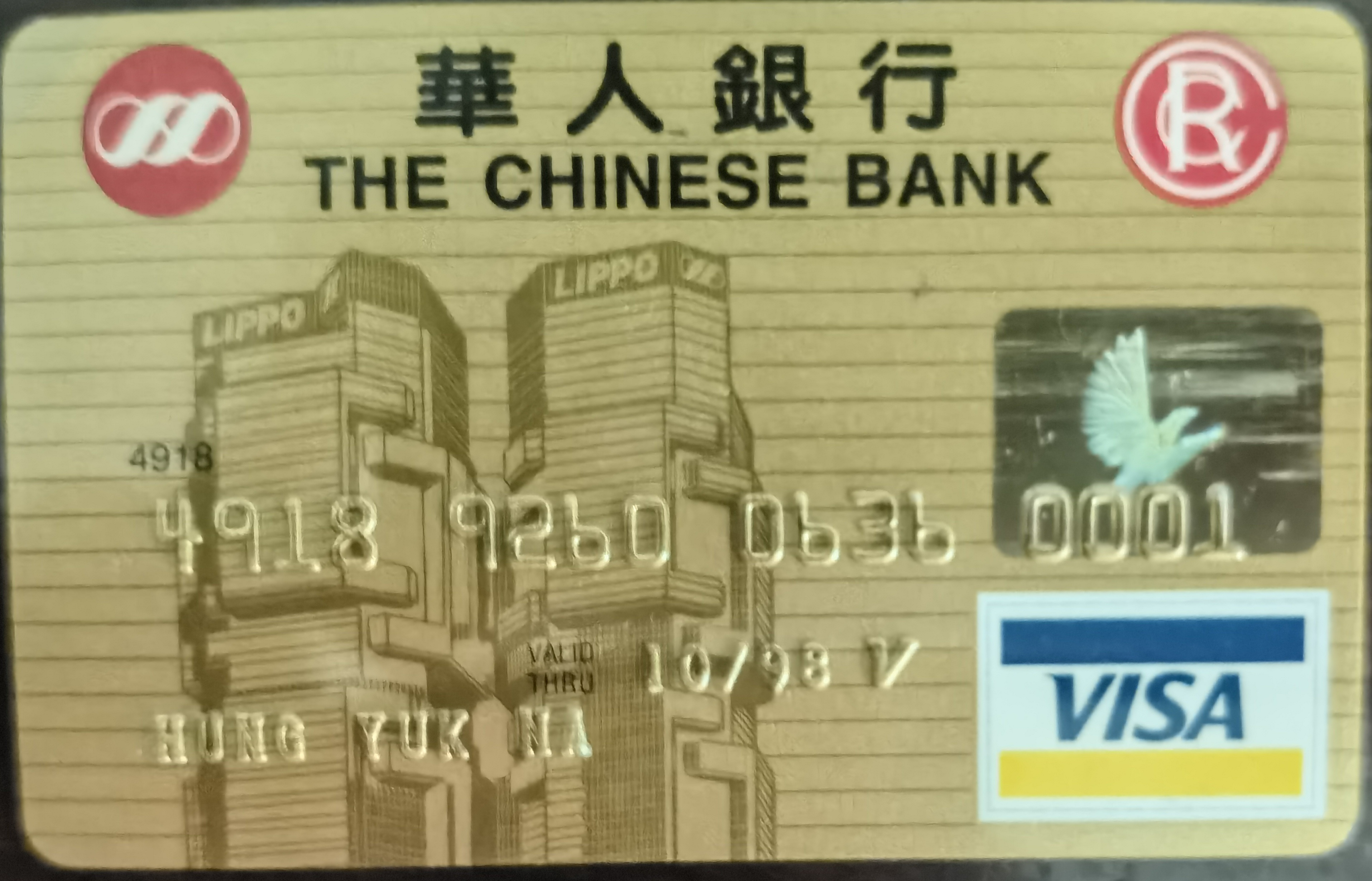
已結業的香港華人銀行信用卡，卡面即爲力寶中心

力寶中心（又名力寶大樓，前稱奔達中心），位於香港島中西區金鐘金鐘道89號，由信和置業發展，現由力寶集團持有，是香港一對雙子式甲級寫字樓，包括力寶中心一座（力寶大廈）及二座（百富勤大廈）。

## 簡介
力寶中心在1988年初建成，被包括其前業主龐雅倫（Alan Bond）的一些人稱為「樹熊的樹」（The Koala Tree），因其外貌與正在爬樹的樹熊相似。力寶中心由美國著名建築師保羅·魯道夫（Paul Rudolph）設計，梁幗平擔任項目建築師，並由王歐陽（香港）有限公司協助完成。
其前身是奔達中心，其後奔達集團（Bond Corporation Holdings Ltd）在大廈落成後不久就宣告破產並倒閉，當時的華人首富林紹良旗下的力寶集團購入，而將其改名為力寶。
自1987年底，信和置業出售大廈，由第一太平戴維斯開始管理力寶中心。
2014年2月，力寶華潤集團為出售力寶中心一座42樓整層全部辦公室之權益而訂立一項買賣協議。該項出售於同年月完成，代價總額約為282,600,000港元。

## 設計
大廈以12條粗圓柱形結構作為支柱，正門跟隨保羅·魯道夫主張的風格，設有水池。外牆八角形部份被劃分為三段，形成凹凸設計，使建築物某些樓層外凸，某些內凹，但同時讓清潔玻璃幕牆過程十分困難（因此，大樓採用「子母吊船」設計，以便清潔內凹幕牆）。
力寶中心被認為屬粗獷主義風格，因為其外牆雖非採用清水混凝土而是反光玻璃，但結構上仍延續魯道夫早期作品運用水泥的方式，並且建築於以前的草圖所灌注地基之上。
2017年，建築雜誌《建築文摘》將力寶中心列入「全球最醜24座建築物」之一。

## 租戶
租戶包括國際企業，還有政府組織及外國領事館，例如:
- 第2座12樓：蒙古國駐港總領事館（1203室）
- 第2座33樓：塞舌爾駐港名譽領事館（3305室）
- 第2座24樓：汶萊駐港總領事館（2405-2407室）
- 一層爲中信銀行（國際）力寶中心分行，最先為國際商業信貸銀行在香港的總行，國商清盤后，曾爲力寶屬下香港華人銀行總行所在。

其餘還有基金公司及投資公司客戶。

## 交通

### 道路
- 夏慤道
- 金鐘道
- 紅棉路

## 鄰近建築物和地標
| - 東昌大廈 - 統一中心 - 海富中心 - 夏慤花園 - 金鐘廊商場 - 遠東金融中心 - 立法會綜合大樓 - 添馬艦政府總部 | - 太古廣場 - 香港公園 - 茶具文物館 - 香港中銀大廈 - 香港高等法院 - 金鐘道政府合署 - 香港JW萬豪酒店 - 香港港麗酒店、港島香格里拉酒店 |

## 流行文化
- 《食神》（1996年）的外景場地
- 《攻殼機動隊》電影（2017年）中外牆用作顯示為反派組織「阪華機械」（Hanka Robotics）公司的總部

## 外部連結
- 摩天漢世界介紹
- 力寶中心 - skyscraperpage.com（页面存档备份，存于）
- M+ 檔案藏品：Paul Rudolph「力寶中心」的建築圖及照片 （页面存档备份，存于）